# 大悟 (お笑い芸人)
大悟（だいご、1980年〈昭和55年〉3月25日 - ）は、日本のお笑いタレント、司会者、俳優。お笑いコンビ千鳥のボケ。本名、山本 大悟（やまもと だいご）。
岡山県笠岡市北木島出身。吉本興業所属。NSC大阪校21期と同期扱い。R-1ぐらんぷり2012ファイナリスト。

## 来歴
岡山県立笠岡商業高等学校卒業。高校最後のテストで教員が独り言と称して大悟に解答を教えたことで高校を卒業できた。高校卒業後、芸人を志して大阪に移住。
高校卒業後、吉本総合芸能学院（NSC）大阪21期を受験した。通常NSCに落ちるということはなく、「99％が合格する」「学費さえ払えば誰でも入れる」とされているが、面接官に対して「さっきからお前ら偉そうにしているけど、ワシよりおもろいんか?」と悪態をついたことで、不合格になった。その後、吉本興業のオーディションに合格し、NSC21期と同期扱いとなった。なお、NSC21期は大悟の他に久保田かずのぶ（とろサーモン）も不合格となっている。
2000年、同級生で当時、広島県で働いていたノブを「ひとりで大阪のピン芸人として売れたから、一緒に漫才したら売れるだけ」と言って誘い、千鳥を結成。
2010年4月3日、生放送テレビ番組『せやねん!』にて結婚を発表。
2011年以降は俳優としても活動し、映画に数作出演している。
2012年、『R-1ぐらんぷり』で決勝進出。結果は票を獲得できずブロック予選敗退。
2015年2月3日、千鳥としておかやま晴れの国大使に就任した。
2019年7月27日、『人志松本のすべらない話』でMVS（Most Valuable すべらない話）受賞。
2019年11月30日、『IPPONグランプリ 〜令和開幕戦〜』（第22回大会）で初優勝。第25回大会で2度目の優勝を成し遂げた。

## 人物

### 特徴
- 身長170 cm[注 1]、体重60 kg、血液型はB型[3]。
- 長年坊主頭だったが、2021年から少し伸ばした髪型にしている[17][18]。

### 趣味・嗜好
- 中学から高校まで野球部に所属。高校時代のポジションはショート。高3夏の最後の試合では4エラーを記録した[19]。
- 学生時代から尊敬していた芸人にとんねるずの名前を挙げている。大悟が上京したばかりの頃に初めて石橋貴明と初共演した夜、収録後にレストランへ連れて行ってくれた石橋に自分が瀬戸内海にある島の出身であることや、初めて六本木という地名を聞いたのは幼い頃にテレビで見ていた石橋のトークで、大人になって初めて東京に来た時に六本木が実在することに驚いたというエピソードを話した。その後、レストランで食事を終えてからバーへ移動する間、石橋と2人で六本木を散歩した[20]。
- 映画『仁義なき戦い』と[21]テレビドラマ『とんぼ』『古畑任三郎』の大ファンである[22]。
- 憧れの人物は長渕剛。2022年2月19日放送の『まつもtoなかい〜マッチングな夜〜』で初対面を果たした[23]。
- 好きな女優は優香であり、優香がデビューした時から「妻の次に好きな女性」と語っている。優香の夫である青木崇高とは『酒のツマミになる話』で共演しており、番組の企画で2人の第一子の出産祝いを贈ったこともある[24]。
- 女優の広瀬すずのことも好きであり、『テレビ千鳥』では本人が不在の状態で広瀬へプレゼントを買う企画やトークゲストとして来た広瀬すずに「極限まで広瀬に会うのを我慢し、気持ちを最大限に高めてから本人に会う」という緊急企画に参加してもらったりしている[25]。
- 競艇（ボートレース）が大好き。劇場出演の合間を縫って舟券を買いに行くほどのハマりようで、「漫才中に内ポケットに舟券50枚ぐらい入ってた」こともあるという[26]。
- 酒豪であり、好きな酒はレモンサワー[27]。時折レモンサワーに話しかけるという奇癖を持つ[28]。好きな食べ物は寿司[8]。
- 喫煙者（1日最大400本近く喫煙する程の危険なヘビースモーカー）であり[29]、喫煙を始めた理由は「カッコいいから」[30]。愛煙する銘柄はナチュラルアメリカンスピリット ライト[31]。AbemaTVの『チャンスの時間』では「吸いまくり先生」と称し、たばこのカッコよさを非喫煙者に伝授する企画を行った[32][33]。テレビ番組などでたばこ好きを公言し続けてきた結果、2020年12月からJTのウェブCMに喫煙者代表として起用されている[34][35]。
- 自動車の免許は持っていないが、普通自動二輪の免許は所持している[36]。
- ヘビが苦手[37]。

### 性格
- 一人称は「わし」[38]。
- その「破天荒」と呼ばれる生き様から、「昭和の芸人」と評されている[39]。
- 若手の頃は尖っており、自らも「イタい奴だった」と振り返っている。先輩のブラックマヨネーズが司会を務めるイベントに参加した際、吉田敬から「お前の格好汚いなぁ。俺みたいやんけ」と言われると、それを振りだと受け取らずに「あんたの顔よりマシでしょ」と言い返した。イベント終了後、楽屋で青空の須藤から吉田が怒っていると報告を受け、謝罪しようとブラックマヨネーズの楽屋の前まで行ったが「何やねん、あいつら！」という吉田の怒声が楽屋の外まで聞こえてきたため、怖くなってそのまま引き返した[40]。

### 家族・親族
- 実姉夫婦が広島県福山市で居酒屋を経営している[41]。

### 交友関係
- 志村けんと仲が良く、多い時には「週8回」のペースで酒を飲みに行くほど可愛がられていた。2020年3月に志村が新型コロナウイルス感染により亡くなった際は、自身が運転免許を持っていないにもかかわらず、遺品となった志村の愛車「キャデラック・エスカレード」を購入して引き取った[42]。2020年12月28日に放送された特別番組『ドリフ・バカ殿・志村友達大集合SP』では、番組のオープニングで志村風のメイク・カツラ・メガネで志村に扮し、共演した加藤茶から「似てる!」と絶賛された[43]。

### エピソード
- 出身地の北木島は、笠岡市瀬戸内海沖合の笠岡諸島の中では最も広い面積を有する。漫才中に島の田舎ぶりをネタにすることがあるが、本土である笠岡市内とはややギャップがあり、島独自の文化も多い。北木島にある大悟の実家には「山本大悟の生家」という看板がある[4]。
- 芸人になったきっかけは地元・北木島の神社で行われる夏祭りに来ていた吉本芸人を見て、「自分あっち側に行きたい!」と思ったことから[8]。
- 東京のレギュラー番組が増えてからも、しばらくの間は大阪に在住していた[44]。その後、東京に移住。
- 2023年8月11日、ZOZOマリンスタジアムで行われた千葉ロッテマリーンズ対埼玉西武ライオンズ戦に、「DAIGO」の名前が入った背番号17のユニホームに身を包みサプライズ登板し始球式を務めた[45][46][47][48][49][50][51]。場内アナウンスの谷保恵美が「いか2貫～」とアナウンスし話題を呼んだ[45][50]。

## 賞レース成績・受賞歴など
- 2012年 R-1ぐらんぷり2012 決勝敗退

## 出演

### テレビ
現在のレギュラー番組
- 大悟の芸人領収書（日本テレビ、2024年4月1日 - ）- MC[52]
- 開演まで30秒!THEパニックGP（日本テレビ、2024年4月2日 - ）- MC[52]

過去のレギュラー番組
- 志村でナイト（フジテレビ、2018年10月10日[53] - 2020年4月1日[54]）
- 志村友達（フジテレビ、2020年4月29日 - 2021年3月24日）[55]
- フェイクニュースに踊るな〜芸能人メンタル検証〜（朝日放送テレビ、2021年10月3日 - 24日）- MC[56]
- ヤギと大悟（テレビ東京、2023年4月7日 - 2024年3月8日）[57]

特別番組
- 川島大悟の言いがかり提案します（関西テレビ、2019年8月11日・2020年3月7日・2021年1月5日）- MC[58]
- ダイゴ味!TV 2020（NHK総合、2020年12月23日）[59]
- 解決!マルガリータファイブ（テレビ朝日、2021年4月23日）- 所長[60]
- プロ野球!クセ強ベストナイン（テレビ東京、2020年8月16日・2021年3月6日・5月30日・12月29日・2022年12月29日・2023年12月27日）- MC[61]
- ヤギと大悟（テレビ東京、2021年12月28日・2022年4月30日・2023年1月2日・2024年7月15日）[57]
- 【拡散注意】あなたはスルーできる? フェイクニュースにご用心（朝日放送テレビ、2022年1月18日）- MC[62]
- 開演まで30秒!お笑いタッグマッチSHOW（日本テレビ、2022年1月30日[63]・4月17日[64]）- MC
  - 開演まで30秒!THEパニックコント（日本テレビ、2022年12月28日）- MC[65]
  - 開演まで30秒!THEパニックGP（日本テレビ、2024年1月14日）- MC[66]
- バカリと大悟の人類極限クイズ（日本テレビ、2022年3月13日[67]・7月1日・8日・15日[68]）- MC
- 中居と大悟を口説く夜（TBSテレビ、2022年8月22日・29日）- MC[69]
- 大悟の忖度なき提言（テレビ朝日、2022年9月16日・2023年3月5日）[70]
- トークで落とせ!大悟の芸人領収書（日本テレビ、2023年7月2日[71]・2024年1月7日[72]）- MC
- 僕と大悟と酒の友（BS日テレ、2023年7月29日・8月5日）[73]
- 中居大悟と言いたい女（TBSテレビ、2023年9月16日）- MC[74]
  - 中居大悟に言いたい人々（TBSテレビ、2024年2月19日・4月15日）- MC[75]

### ドラマ
- うちの弁護士は手がかかる（フジテレビ、2023年12月22日）- 最終話（写真のみ）[76]

### インターネット配信
- HITOSHI MATSUMOTO presents ドキュメンタル（Amazonプライム・ビデオ）
  - シーズン6（2018年）[77]
  - ドキュメンタル番外編
    -  女子メンタル fromまっちゃんねる シーズン2（2021年6月19日）- 見届け人[78][79]
    - イケメンタル fromまっちゃんねる（2021年6月19日）- 見届け人[78][80]
- 石橋貴明プレミアム（ABEMA）
  - 芸能界カジノ王決定戦（2018年8月19日）[81]
  - THE 強運マスターズ（2021年5月7日）[82]
  - THE 強運マスターズ2022（2022年4月30日）[83]

### 映画
- 漫才ギャング（2011年、角川映画）- 岩崎 役[84]
- 莫逆家族 -バクギャクファミーリア-（2012年、東映）- 渡辺武 役[85]
- ガチバン NEW GENERATION（2015年1月31日、AMGエンタテインメント）- 馬場 役[86]
- ガチバン NEW GENERATION2（2015年2月14日、AMGエンタテインメント）- 馬場 役[86]
- Zアイランド（2015年、KADOKAWA / 吉本興業）- 内田 役[87]
- 任侠野郎（2016年、KATSU-do）- 柴田源治（10代の源治） 役[88]
- 桃とキジ（2017年、ベストブレーン）- 鬼塚宗助 役[89]
- ひとよ（2019年、日活）- 友國淳也 役[90]
- OUT（2023年、KADOKAWA）- 少年院の教官 役[91][92]

### CM
- Indeed「テレビアニメ「ONE PIECE」とのコラボCM」（ウソップ 役）
  - 第1弾「麦わらの一味募集」編（2018年12月31日 - ）[93]
  - 第2弾「ナミ 山分け」編 「サンジ レシピ開発」編 「チョッパー 助手」編（2019年1月）[94]
  - 第3弾「ゾロ 斬られ役」編 「ウソップ げそキング」編（2019年2月）[95]
- スクウェア・エニックス
  - 「ただ歩くだけの時間 -ダイゴの大冒険-」篇（2020年11月28日 - 12月6日）[96]
- 日本たばこ産業（JT）
  - 「スーシャルソング」（2020年12月）[34]
    - 「とても気まずいぜ」編
    - 「車間距離もだぜ」編
    - 「時代は変わったぜ」編

  - 「スーシャルミュージカル」（2021年3月）[34]
  - スーシャルディスタンス あしたの喫煙所（2022年2月 - ）- WEB動画CM[97]
    - 「2人にとって」篇
    - 「お前が大事」篇
    - 「しつこいジョー」篇
    - 「大悟段平、灰になる」篇
    - 「丹下段平からの手紙」篇
    - 「建て！建つんだ！」篇
- 中国電力
  - 「電話（大悟）」編（2021年）[動画 1]
- P&Gジャパン
  - レノア クエン酸 in 超消臭（2023年7月）[98]
    - 「登場」編
    - 「古いタオル」編
- サントリー
  - -196℃ストロングゼロ（2022年10月17日 - ）[99]
    - 「スカッとマン」編

  - -196無糖（2024年）
    - 「-196ウーマンどかーん！と千鳥大悟」篇[100]
    - 「どかーん！と感じろダブルレモン」篇[動画 2]

### ミュージックビデオ
- RED DIAMOND DOGS「RED SOUL BLUE DRAGON」（2018年）[101]
- ET-KING「みんなで、はたらこう！」（2019年）- Indeedタイアップ[動画 3]
- FUNKY MONKEY BΛBY'S「エール」（2021年）[102]